# Jacques d'Angennes (évêque)
Pour les articles homonymes, voir Famille d'Angennes.
Jacques d'Angennes, né vers  1582 et mort  le 16 mai 1647, est un ecclésiastique  français  du XVIIe siècle qui fut évêque de Bayeux de 1606 à 1647. 

## Biographie
Jacques est fils de Louis, marquis de Maintenon, sixième fils de Jacques d'Angennes, et de Françoise d'O sœur du surintendant des Finances, François d'O. Initialement destiné à une carrière militaire son éducation est vraisemblablement minimale. 
Jacques d'Angennes est nommé  évêque de Bayeux, évêché vacant depuis mars 1604, par Henri IV lorsque son frère ainé Jean décline le siège épiscopal pour se lancer dans des aventures militaires. De ce fait il ne devient clerc qu'en janvier 1605 et il n'a reçu que les ordres mineurs quand il est confirmé par le Saint-Siège qui affecte de considérer qu'il est docteur en droit canon avant qu'il soit consacré à Rome le 17 août 1606 par le cardinal Jacques Davy Du Perron
Il est l'auteur du Manuale Rituum ecclesiasticorum, ad Usum Ecclesiae et Dicecesis Baiocensis, Authoritate Jacobi d'Angennes, Baiocensis Episcopi, recognitum.. D'Angennes reçoit les capucins à Bayeux en I6í6, les  religieuses de la Visitation à Caen en 1630, les ursulines à Bayeux en 1633  et  les bénédictines en 1646. II permet le rétablissement du séminaire des eudistes à Caen en 1643. II condamne en 1643 la doctrine sur la trinité de Jacques Dupré.